# Грей-сюр-Мер
Грей-сюр-Мер (фр. Graye-sur-Mer) — коммуна во Франции, находится в регионе Нижняя Нормандия. Департамент коммуны — Кальвадос. Входит в состав кантона Ри. Округ коммуны — Байё.
Код INSEE коммуны — 14318.

## Население
Население коммуны на 2010 год составляло 646 человек.
| 1962 | 1968 | 1975 | 1982 | 1990 | 1999 | 2010 |
| ---- | ---- | ---- | ---- | ---- | ---- | ---- |
| 460  | 416  | 405  | 525  | 567  | 593  | 646  |

## Экономика
В 2010 году среди 422 человек трудоспособного возраста (15—64 лет) 269 были экономически активными, 153 — неактивными (показатель активности — 63,7 %, в 1999 году было 54,8 %). Из 269 активных жителей работали 251 человек (133 мужчины и 118 женщин), безработных было 18 (11 мужчин и 7 женщин). Среди 153 неактивных 31 человек были учениками или студентами, 50 — пенсионерами, 72 были неактивными по другим причинам.